# Manuel Lombardo
Manuel Lombardo (4 de dezembro de 1998) é um judoca italiano. Competiu nos Jogos Olímpicos de Verão de 2024 em Paris. Perdeu a disputa do bronze para o moldavo Adil Osmanov.
Campeão Europeu de 2021 em Lisboa. Foi medalha de prata mundial em 2023, em Doha, e em 2021, em Budapeste. Manuel venceu o IJF World Masters em 2019, em Qingdao, e venceu o Grande Prémio em Telavive. Tornou-se Campeão Europeu de Cadetes Sub-18 em 2015. Lombardo foi vitorioso no Grand Slam de Tashkent em 2024. Conquistou o bronze no Grand Slam de Tóquio em 2023. Conquistou a vitória no Grande Prémio de Zagreb em 2022 e Tbilisi em 2023 e no GS Cazaquistão em 2024. Terminou em quinto lugar nos Jogos Olímpicos de 2021 e 2024.